# Le Barboux
Le Barboux est une commune française située dans le département du Doubs, la région culturelle et historique de Franche-Comté et la région administrative Bourgogne-Franche-Comté.

## Géographie
La commune est frontalière de la Suisse et elle est située à quelques kilomètres de La Chaux-de-Fonds.

### Climat
Pour des articles plus généraux, voir Climat de la Bourgogne-Franche-Comté et Climat du Doubs.
En 2010, le climat de la commune est de type climat de montagne, selon une étude du Centre national de la recherche scientifique s'appuyant sur une série de données couvrant la période 1971-2000. En 2020, Météo-France publie une typologie des climats de la France métropolitaine dans laquelle la commune est exposée à un climat de montagne ou de marges de montagne et est dans la région climatique  Jura, caractérisée par une forte pluviométrie en toutes saisons (1 000 à 1 500 mm/an), des hivers rigoureux et un ensoleillement médiocre. 
Pour la période 1971-2000, la température annuelle moyenne est de 7 °C, avec une amplitude thermique annuelle de 16,5 °C. Le cumul annuel moyen de précipitations est de 1 469 mm, avec 12,7 jours de précipitations en janvier et 11,2 jours en juillet. Pour la période 1991-2020, la température moyenne annuelle observée sur la station météorologique de Météo-France la plus proche, « Le Russey », sur la commune du Russey à 5 km à vol d'oiseau, est de 7,9 °C et le cumul annuel moyen de précipitations est de 1 667,0 mm. 
La température maximale relevée sur cette station est de 36 °C, atteinte le 25 juillet 2019 ; la température minimale est de −32 °C, atteinte le 9 janvier 1985,,. 
Les paramètres climatiques de la commune ont été estimés pour le milieu du siècle (2041-2070) selon différents scénarios d'émission de gaz à effet de serre à partir des nouvelles projections climatiques de référence DRIAS-2020. Ils sont consultables sur un site dédié publié par Météo-France en novembre 2022.

## Urbanisme

### Typologie
Au 1er janvier 2024, Le Barboux est catégorisée commune rurale à habitat dispersé, selon la nouvelle grille communale de densité à 7 niveaux définie par l'Insee en 2022.
Elle est située hors unité urbaine. Par ailleurs la commune fait partie de l'aire d'attraction de Morteau, dont elle est une commune de la couronne,. Cette aire, qui regroupe 21 communes, est catégorisée dans les aires de moins de 50 000 habitants,.

### Occupation des sols
L'occupation des sols de la commune, telle qu'elle ressort de la base de données européenne d’occupation biophysique des sols Corine Land Cover (CLC), est marquée par l'importance des territoires agricoles (69 % en 2018), en diminution par rapport à 1990 (69,9 %). La répartition détaillée en 2018 est la suivante : 
prairies (68,8 %), forêts (31 %), zones agricoles hétérogènes (0,1 %). L'évolution de l’occupation des sols de la commune et de ses infrastructures peut être observée sur les différentes représentations cartographiques du territoire : la carte de Cassini (XVIIIe siècle), la carte d'état-major (1820-1866) et les cartes ou photos aériennes de l'IGN pour la période actuelle (1950 à aujourd'hui).

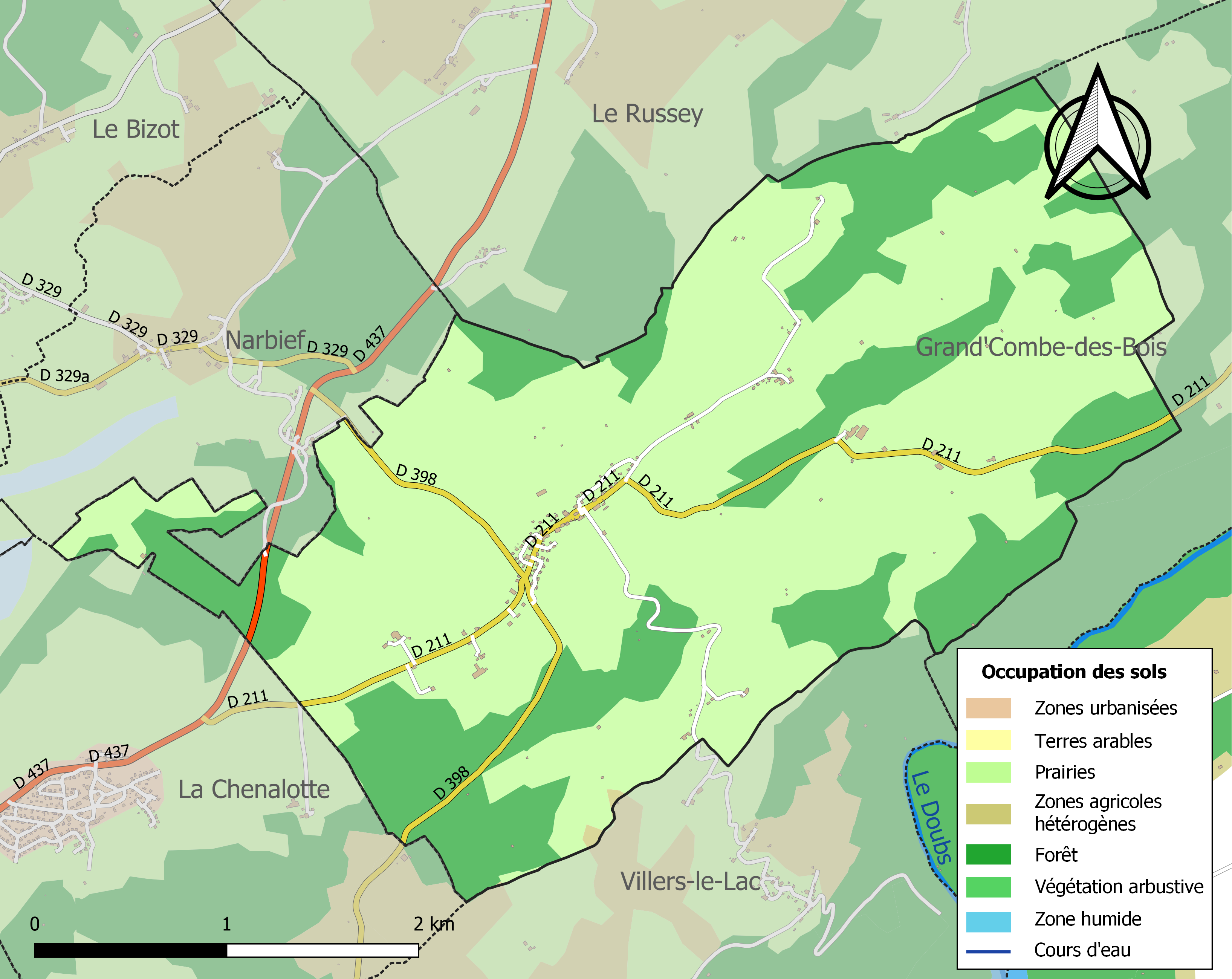
Carte des infrastructures et de l'occupation des sols de la commune en 2018 (CLC).

## Histoire
En Barbeux en 1352 ; Le Barbouz en 1554 ; Barboux en 1629.

## Héraldique
| Blason de Le Barboux | Blason  | De sinople à quatre sapins posés en croix, chaque fût uni à l'angle d'un carreau posé en losange, ployé et vidé, le tout d'argent ; au chef voûté dans son tiers central et soutenu par deux quarts de besant unis au chef et accolés aux flancs, le tout d'or. |
| Blason de Le Barboux | Détails | Auteur Nicolas Vernot, adopté le 28 sept 2015 |

## Politique et administration
| Période                                  | Période         | Identité           | Étiquette       | Qualité                                                                                              |
| ---------------------------------------- | --------------- | ------------------ | --------------- | --- |
| 1935                                     | 1965            | Louis Maillot      | Droite puis UNR | Exploitant agricole Conseiller général du canton du Russey, Sénateur (1957-1958), Député (1958-1973) |
| 1965                                     | 1983            | Jacques Maillot    |                 | |
| 1983                                     | 2005            | Rémy Buliard       |                 | décès en cours de mandat                                                                             |
| 2005                                     | 22 janvier 2013 | Jean-Marie Richard |                 | décès en cours de mandat                                                                             |
| 2013                                     | En cours        | Dominique Rondot   | DVG             | Agriculteur                                                                                          |
| Les données manquantes sont à compléter. |                 |                    |                 | |

## Démographie
L'évolution du nombre d'habitants est connue à travers les recensements de la population effectués dans la commune depuis 1793. Pour les communes de moins de 10 000 habitants, une enquête de recensement portant sur toute la population est réalisée tous les cinq ans, les populations de référence des années intermédiaires étant quant à elles estimées par interpolation ou extrapolation. Pour la commune, le premier recensement exhaustif entrant dans le cadre du nouveau dispositif a été réalisé en 2008.

En 2022, la commune comptait 238 habitants, en évolution de −2,46 % par rapport à 2016 (Doubs : +1,88 %, France hors Mayotte : +2,11 %).
| 1793 | 1800 | 1806 | 1821 | 1831 | 1836 | 1841 | 1846 | 1851 |
| ---- | ---- | ---- | ---- | ---- | ---- | ---- | ---- | ---- |
| 395  | 383  | 396  | 353  | 355  | 339  | 327  | 297  | 344  |

| 1856 | 1861 | 1866 | 1872 | 1876 | 1881 | 1886 | 1891 | 1896 |
| ---- | ---- | ---- | ---- | ---- | ---- | ---- | ---- | ---- |
| 355  | 334  | 342  | 286  | 337  | 335  | 300  | 303  | 291  |

| 1901 | 1906 | 1911 | 1921 | 1926 | 1931 | 1936 | 1946 | 1954 |
| ---- | ---- | ---- | ---- | ---- | ---- | ---- | ---- | ---- |
| 275  | 285  | 299  | 279  | 245  | 223  | 245  | 266  | 230  |

| 1962 | 1968 | 1975 | 1982 | 1990 | 1999 | 2006 | 2008 | 2013 |
| ---- | ---- | ---- | ---- | ---- | ---- | ---- | ---- | ---- |
| 173  | 170  | 135  | 134  | 156  | 192  | 227  | 237  | 246  |

| 2018 | 2022 | - | - | - | - | - | - | - |
| ---- | ---- | - | - | - | - | - | - | - |
| 231  | 238  | - | - | - | - | - | - | - |

## Lieux et monuments
- L'église Saint-Renobert avec son clocher-porche du XIXe siècle recèle plusieurs éléments recensés dans la base Palissy : 4 statues du XVIe siècle (Vierge à l'Enfant, Sainte Anne, Saint Pierre, un Saint évêque), retable latéral sud, tableau (L'Institution du Rosaire), cloche du XVIIIe siècle, retable et tabernacle du maître-autel, retable latéral nord.

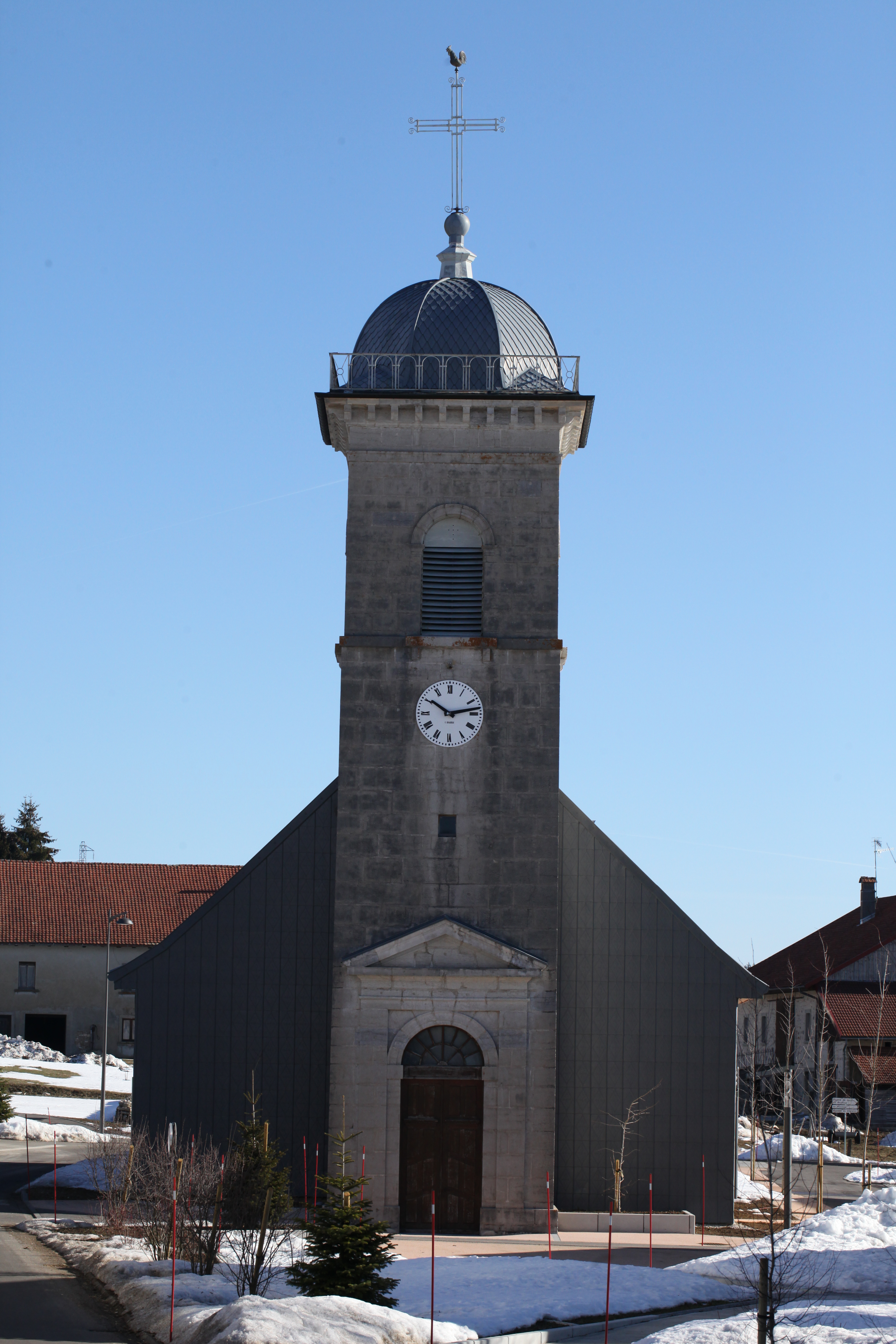
Eglise.
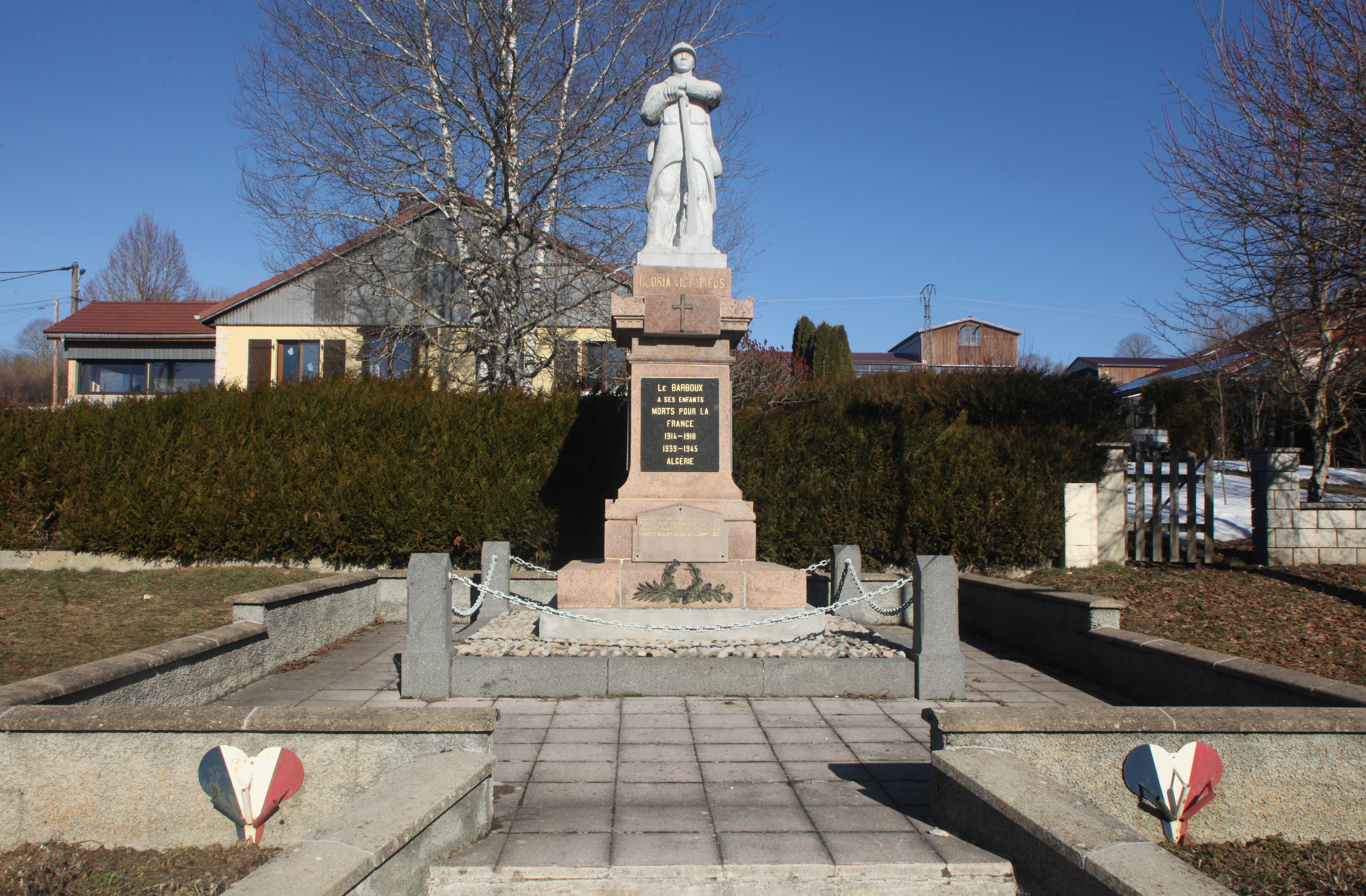
Monument aux morts.
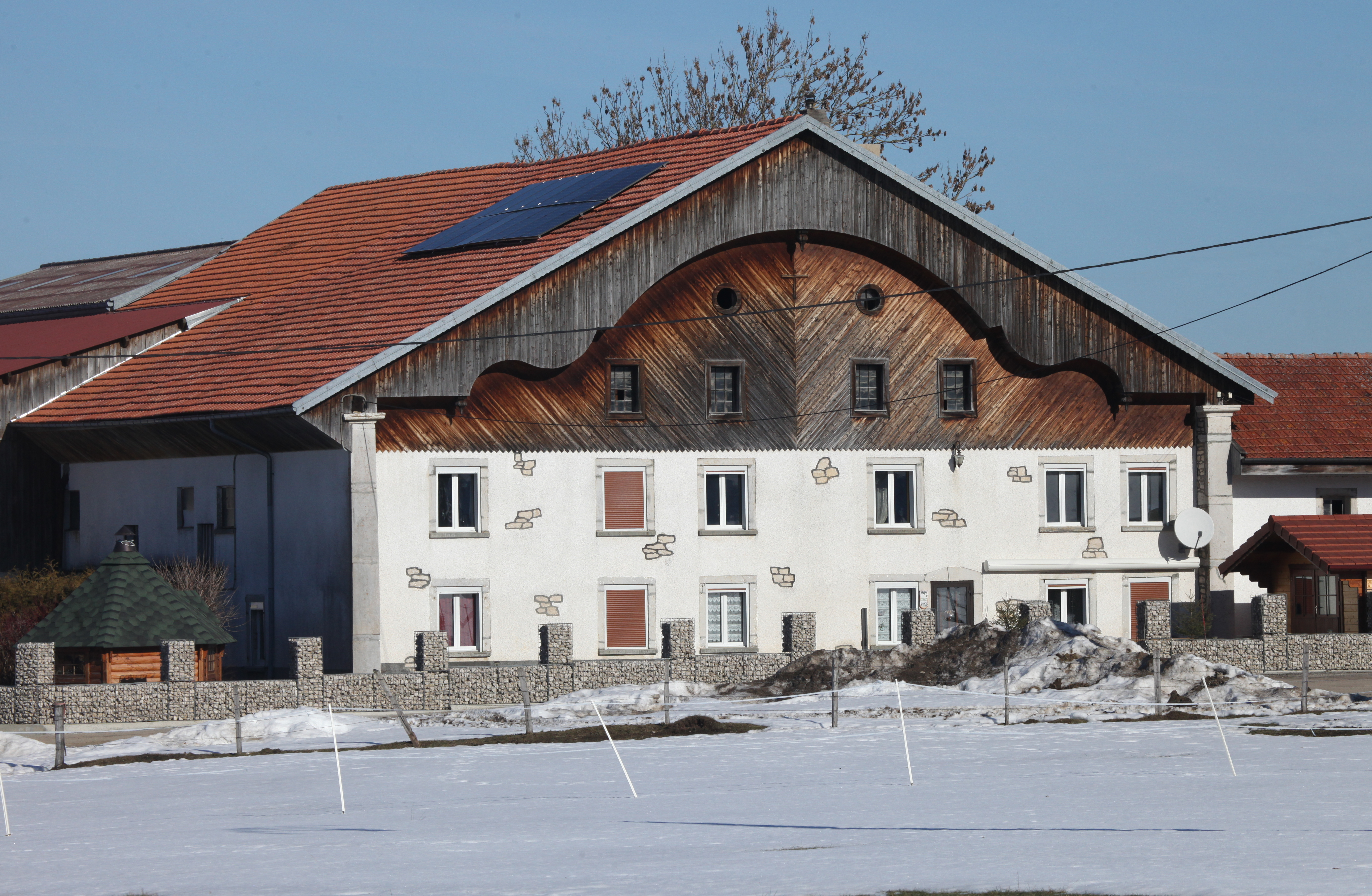
Ferme comtoise.
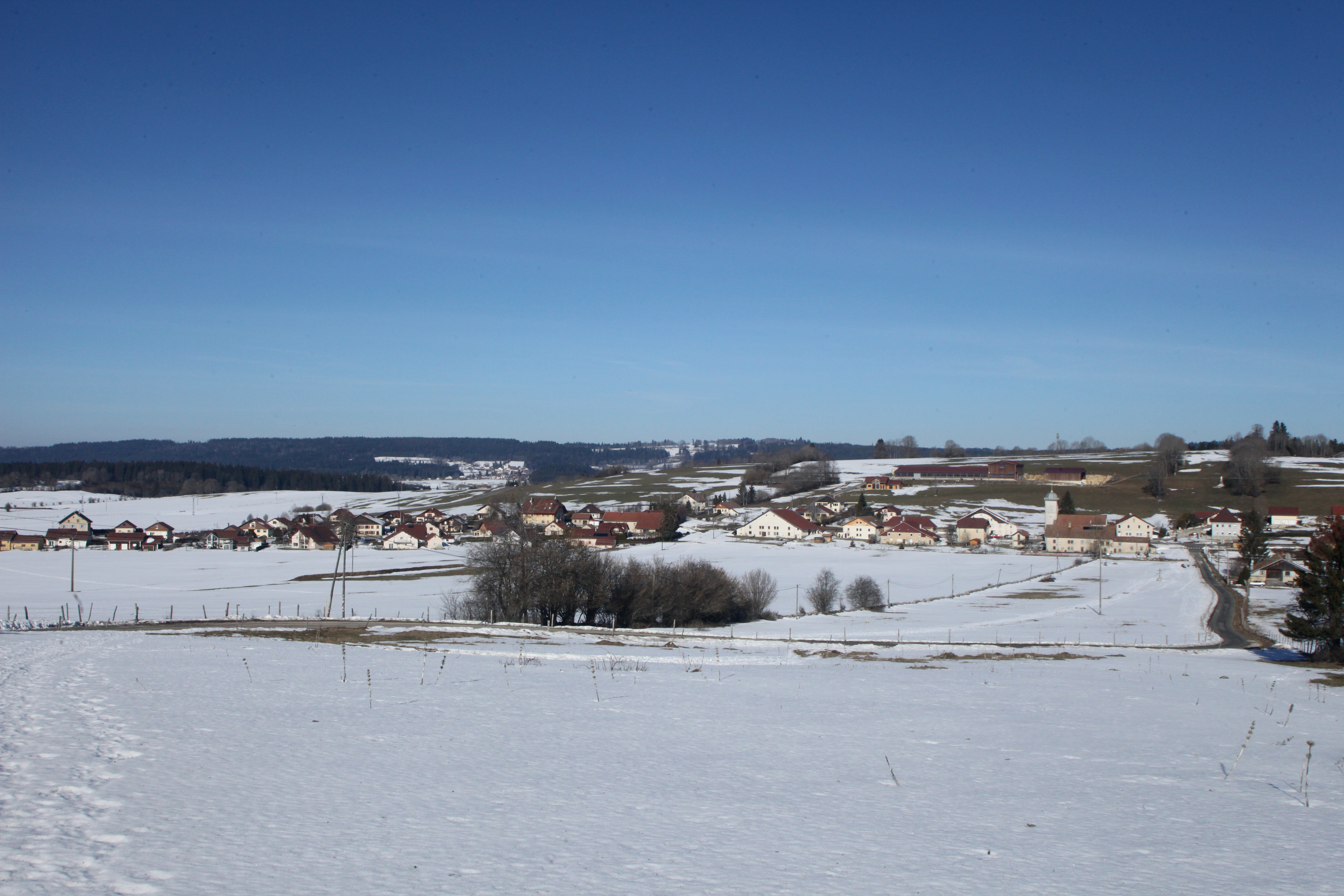
Vue en hiver.

## Personnalités liées à la commune
Le chanoine Joseph Rousselot (1785-1865), né au Barboux, fut doyen du Chapitre de la cathédrale de Grenoble. Il fut l'un des deux commissaires nommés par l’évêque de Grenoble pour effectuer l'enquête ayant conclu à l'authenticité des apparitions de La Salette. Il publia plusieurs livres pour défendre la véracité de ces apparitions.